# Spilomena keralaensis
Spilomena tuberculata (лат.) — вид песочных ос рода Spilomena из подсемейства Pemphredoninae (Crabronidae).  

## Распространение
Индия (Керала).

## Описание
Мелкие коренастые осы с сидячим брюшком. От близких видов отличается следующими признаками: внутренний зубец жвал заострен; наличник медиально слабо выпуклый, передний край слегка рассечен медиально; проподеума с круговыми морщинками и сетью грубых гребней, без двух продольных килей около середины, с гладким участком на вершине; боковая сторона проподеума спереди с сильными поперечными штрихами и большим гладким полем посередине. Затылочный киль отсутствует; переднее крыло с удлиненной маргинальной ячейкой, длиннее стигмы, на вершине замкнутая; присутствуют две закрытые субмаргинальные ячейки; есть одна возвратная жилка и две дискоидные ячейки; брюшко без петиоля; воротник переднеспинки с полным поперечным валиком. Усики самца 13-члениковые, самки — 12-члениковые. Нижнечелюстные щупики состоят из 6 члеников, а нижнегубные — из 4. Предположительно, как и другие виды своего рода ловят мелких насекомых, а гнёзда располагаются в готовых полостях древесины (ходах ксилофагов, в ветвях).
Вид был впервые описан в 2018 году, а его валидный статус подтверждён в ходе ревизии, проведённой в 2021 году индийскими гименоптерологами Tessy Rajan, Girish P. Kumar, P. M. Sureshan и C. Binoy (Zoological Survey of India, Eranhipalam, Кожикоде, Керала, Индия).